# Oxford House
Oxford House är en ort i Kanada.   Den ligger i provinsen Manitoba, i den sydöstra delen av landet, 1 700 km nordväst om huvudstaden Ottawa. Oxford House ligger 192 meter över havet och antalet invånare är 1 947. Den ligger vid sjön Back Lake.
Terrängen runt Oxford House är mycket platt. Trakten runt Oxford House är nära nog obefolkad, med mindre än två invånare per kvadratkilometer.. 
I omgivningarna runt Oxford House växer i huvudsak blandskog.